# 에어 돌로미티
에어 돌로미티(영어: Air Dolomiti)는 이탈리아의 지역 항공사로 본사는 이탈리아 빌라프란카디베로나에 위치해 있으며 1989년에 설립했다. 베로나 빌라프란카 공항에 운영 거점을 두고 있으며 중점 도시로 프랑크푸르트 공항과 뮌헨 공항이 있으며, 루프트한자의 완전 자회사이다.

## 개요
유럽 항공 산업 자유화의 움직임을 받아 리나스틸 그룹(영어: Leali Steel Group)에 의해 1989년에 설립된다. 1991년에 중소 도시를 중심으로 지역 운항을 시작했으며 1992년에 베로나에서 뮌헨간 국제선 운항을 시작했다. 2003년 4월부터 에어 도로마티는 4개의 유럽 지역 항공사 (아우크스부르크 항공, 콘텍트 에어, 유로윙스, 루프트한자 시티라인)간 루프트한자의 지역 항공사의 일원이자 루프트한자 리저널에 의해 운항하고 있다.

## 보유 기종
- 2020년 8월 기준으로 에어 돌로미티는 다음과 같은 기종을 보유하고 있다.[1][2][3]

## 같이 보기
- 루프트한자